# Torreón (község)
Torreón egy község Mexikó Coahuila államának délnyugati részén. 2010-ben lakossága kb. 640 000 fő volt, ebből mintegy 609 000-en laktak a községközpontban, Torreónban, a többi 31 000 lakos a község területén található 73 kisebb településen élt.

## Fekvése
Torreón község két különálló részből áll, Coahuila állam délnyugati határán fekszik, a Comarca Lagunera nevű vidéken belül. Az északi, kisebb területű részében található a községközpont, Torreón nagyváros, valamint a község majdnem összes másik települése, nagyobb, déli részében pedig rendkívül kicsi a népsűrűség. Torreón városa nagyrészt sík területen fekszik (kb. 1120–1130 m-es tengerszint feletti magasságban), délnyugati részén viszont hegyek emelkednek. A község déli része viszont teljes egészében hegyvidék (itt 2500 m-ig emelkednek a csúcsok), melynek szélén az Aguanaval folyó völgye húzódik végig. Ez a folyó a község egyetlen állandó vízfolyása, a többi a száraz éghajlat miatt csak időszakos vízfolyás (közülük említésre érdemes a községközpont fő folyója, a Nazas, valamint az El Desparramadero, a Los Cañones, a Los Difuntos és a San Antonio patakok). A félsivatagos területnek csak 17%-át hasznosítja a mezőgazdaság (döntő többségében növénytermesztésre), a község 78%-át viszont szárazságtűrő növényekből álló bozótosok fedik. A legmagasabb hegyeken kisebb erdőfoltok is találhatók, ezek a községnek mindössze 0,2%-át teszik ki.

## Népesség
A község lakóinak száma a közelmúltban igen gyorsan növekedett, a változásokat szemlélteti az alábbi táblázat:
| Év   | Lakosság |
| ---- | -------- |
| 1990 | 464 825  |
| 1995 | 508 076  |
| 2000 | 529 512  |
| 2005 | 577 477  |
| 2010 | 639 629  |

## Települései
A községben 2010-ben 74 lakott helyet tartottak nyilván, de nagy részük igen kicsi: 29 településen 10-nél is kevesebben éltek. A jelentősebb helységek:
| Település                           | Lakosság (2010) |
| ----------------------------------- | --------------- |
| Torreón (községközpont)             | 608 836         |
| La Partida                          | 4010            |
| La Concha                           | 3794            |
| La Paz                              | 2485            |
| Santa Fe                            | 2057            |
| El Perú                             | 1836            |
| Juan Eugenio                        | 1821            |
| Albia                               | 1694            |
| La Perla                            | 1591            |
| Fraccionamiento la Noria            | 1313            |
| La Palma                            | 1242            |
| Rancho Alegre                       | 1228            |
| Fraccionamiento Ex-Hacienda la Joya | 1113            |
| Paso del Águila                     | 800             |
| La Flor de Jimulco                  | 695             |
| Jalisco                             | 685             |
| Ricardo Flores Magón                | 506             |